# 百年洪水

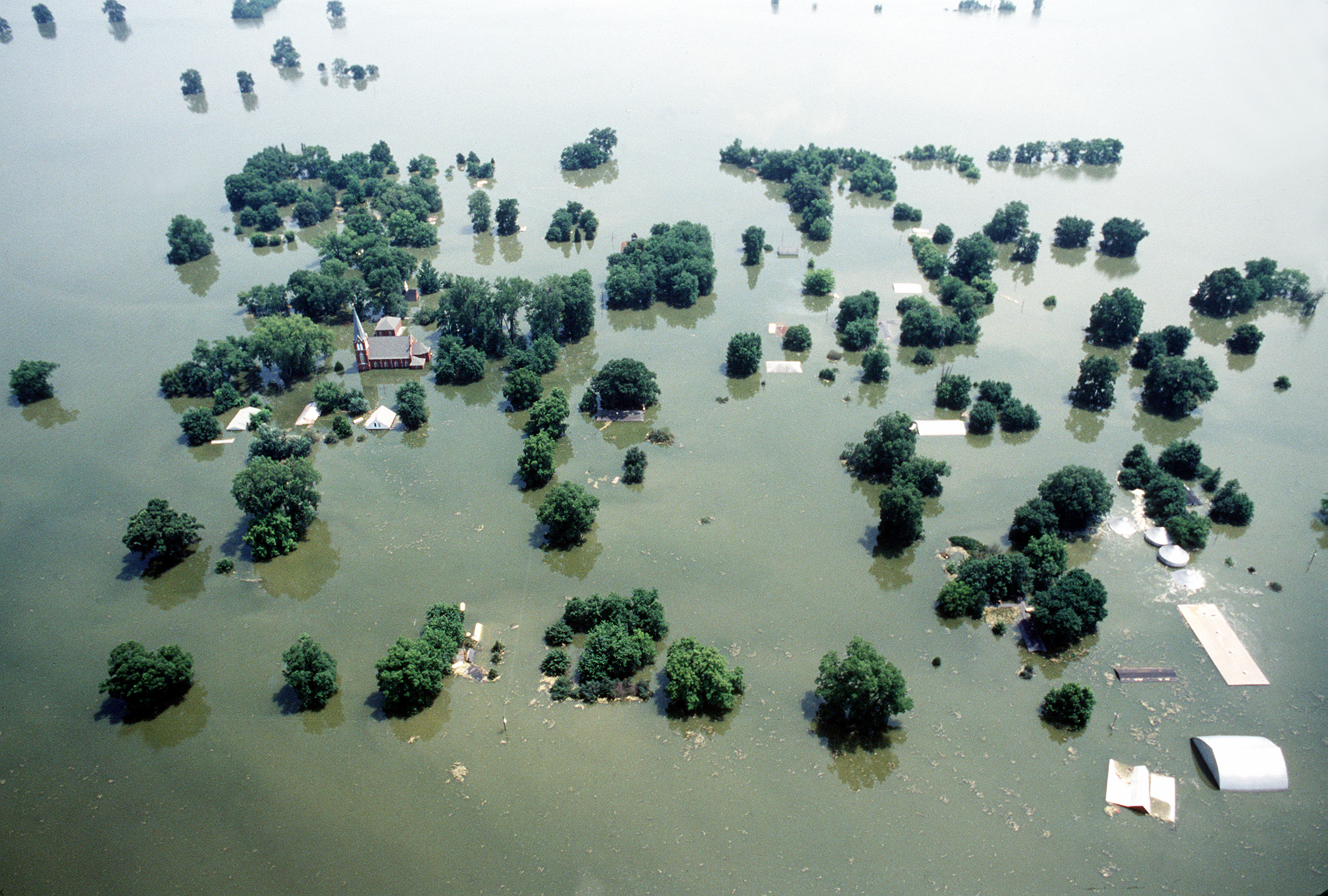
1993年大洪水期间，美国伊利诺伊州卡斯卡斯基亚段的密西西比河

百年洪水（英語：100-year flood）是指，在任意年份发生大規模或更大规模洪水的概率为1%的洪水事件。
与百年洪水类似地，N年洪水（如千年洪水、十年洪水、500年洪水等）（英語：N-year flood），指每年的概率为1/N的洪水。
在中国大陆，百年洪水、千年洪水也常被称作“百年一遇的洪水”、“千年一遇的洪水”，这引发了一些争议。
百年洪水也称为1%洪水（英語：1% flood），因为其每年超规模概率为1%。

## 标准与用途
对于沿海或湖泊洪水，百年洪水通常的标准为洪水高程或深度，并且可能包括波浪效应。对于河流系统，百年洪水通常体现为流量。
根据预计的百年洪水流量，洪水水位覆盖的区域可以绘制为淹没区域，由此制作的洪泛区地图被称为100年洪泛区（100-year floodplain）。
美国任何河流的百年洪水流量和其他流量统计数据的估计值都可供在线查询。在英国，环境署发布了所有面临百年洪水风险的地区的综合地图。 
靠近海洋或大湖海岸的地区也可能被潮汐、风暴潮和海浪淹没。河流或沿海100年洪泛区的地图可以在建筑许可、环境法规和洪水保险方面发挥重要作用。

## 概率
一个常见的误解是，百年洪水在100年内只会发生一次。事实上，在任何100年期间发生一次或多次百年洪水的可能性约为63.4%。在德国帕绍的多瑙河上，1501年至2013年间百年洪水的实际间隔为37至192年。在任何时期发生的一次或多次洪水将超过给定洪水阈值的概率Pe可以使用二项式分布表示为：
{\displaystyle P_{e}=1-\left[1-\left({\frac {1}{T}}\right)\right]^{n}}
其中T是阈值重现期（例如100年、50年、25年等），n是该期间的年数。超出概率Pe也被用作自然的、固有的或水文上的故障风险数值。在100年期间发生的百年洪水次数的期望值为1。

## 香港“五百年一遇”暴雨
香港在2023年9月7日至8日，受颱風海葵殘餘的低壓槽持續為廣東一帶地區帶來暴雨，香港在9月7日晚上11時至8日午夜12時的一小時內，天文台總部錄得158.1毫米雨量，創下自1884年有記錄以來的一小時最高降雨量紀錄，雨勢更是五百年一遇。
參考2018年渠務署的技術手冊，降雨強度–延時–頻率(IDF)圖表，推算以60分鐘降雨量有156毫米，代表平均500年會出現一次的暴雨。
- Intensity-Duration-Frequency (IDF) Relationship of HKO Headquarters for durations not exceeding 240 minutes

## “N年一遇”的争议
在中国大陆，百年洪水、千年洪水常被称作“百年一遇的洪水”、“千年一遇的洪水”。2005年7月5日，鄭州《大河報》報道，南阳市南召县遭遇“千年一遇”的暴雨。。2010年7月11日，《北京日報》報道，青海格尔木遭遇“两千年一遇”的洪水。鄭州市氣象局在2021年7月河南水灾后称，從氣候學、小時降水、日降水的機率、重現期通過分佈曲線擬合來看，该水灾“都是超千年一遇的”。
河南水灾后，中央气象台首席预报员陈涛接受采访时回应称，目前仅有1950年之后的气象数据，而没有可靠的、长时效的、有效的降雨记录，从目前掌握的气象数据来看，无法断言“千年一遇”、“百年一遇”。中国生物多样性保护与绿色发展基金会秘书长周晋峰接受采访时称“我们无法确定这是否为‘千年一遇’，但是因为全球气候变化，降雨量数据未来将持续打破纪录。”
有中国媒体批评“N年一遇”的说法，他们指出，“千年一遇”的说法“是个翻译扭曲的例子”，“使用者的本意或许是为了突显事件的严重程度，但随之而来的误读总会将事件等级进一步夸大”。也有媒体质疑称，「千年一遇」可能是一种将灾难无限放大从而逃避责任的托词。
英文媒体引用中国官方所用的“千年一遇”时，会将其翻译为“once in a thousand years”而不是“1000-year flood”。